# Castoraeschna castor
Castoraeschna castor là loài chuồn chuồn trong họ Aeshnidae. Loài này được Brauer mô tả khoa học đầu tiên năm 1865.